# Joshua Waitzkin
Joshua Waitzkin (New York, 1976. december 4. –) amerikai sakkjátékos, író, valamint különböző küzdősportokban is aktív versenyző. Már gyermekként felismerték sakktehetségét, és 1993-ban, valamint 1994- ben is amerikai ifjúsági bajnok lett.

## Élete
New Yorkban született, hatévesen kezdett el sakkozni. Fontos megjegyezni, hogy a parkban a 2-3 perces játszmákat nézve tanult meg sakkozni. Első sakkmestere Bruce Pandolfini volt, akivel jó néhány évig együtt tanultak.
Az első sakkmester, akit sikerült legyőznie, Edward Frumkin volt, ezen a játszmán Waitzkin feláldozta a bástyáját és a vezérét egy hatlépéses mattért. Ekkor még csak 10 éves volt.
11 évesen sikerül döntetlent elérnie az akkori világbajnokkal, Garri Kimovics Kaszparovval, ahol Kaszparov egyszerre játszott 59 fiatal tehetséggel. Waitzkinen kívül még egy tehetségnek sikerült döntetlent elérnie. Két évvel később már nagymester és 16 évesen nemzetközi mester lett. Később áttért a küzdősportokra és Tai Chi Chuanban például négy bajnokságot is nyert.
Azonban mai napig ismert sakkjátékos, ez főleg a Paramount Pictures filmjének, a Innocent movesnek köszönhető, ahol a fiatal, sakkozni tanuló Joshuat ismerhetjük meg. 2008 ban megalapította a JW alapítványt, amely tehetséges gyerekek szüleit, nevelőit hivatott segíteni csemetéik minél jobb fejlődésében.
A Tanulás művészete című könyvében leírja, hogy azok a tanulási technikák, amelyeket sakkozás közben sajátított el, hogyan segítették elő különböző küzdősportok gyors elsajátítását. Waitzkin ezeken kívül egy BJJ-s barna övvel is büszkélkedhet, amit Marcelo Garcia mestertől kapott.